# ブリスコ・ブラザーズ
ブリスコ・ブラザーズ（Briscoe Brothers）は、アメリカ合衆国のプロレスラーのジェイ・ブリスコ（Jay Briscoe）とマーク・ブリスコ（Mark Briscoe）の兄弟によるタッグチーム。

## プロフィール
| 項目         | ジェイ                                | マーク                |
| ------------ | ------------------------------------- | --------------------- |
| リングネーム | ジェイ・ブリスコ                      | マーク・ブリスコ      |
| 本名         | ジェーミン・ピュー                    | マーク・ピュー        |
| 身長         | 183cm                                 | 183cm                 |
| 体重         | 106kg                                 | 104kg                 |
| 誕生日       | 1984年1月25日 2023年1月17日（38歳没） | 1985年1月18日（40歳） |

## 得意技

### 合体技
スプリングボード・ドゥームズデイ・デバイス
ジェイが相手を肩車し、マークがエプロンからスプリングボード式にトップロープに飛び乗り、相手にラリアットを放つ。三角飛び式にリングからノータッチでトップロープに飛び乗り、反転しながら相手を倒すこともあり、バリエーションは豊富。巨大ラダーを潜り抜けて放ったこともある。
カットスロート・ドライバー・レッグドロップ・コンボ
マークがカットスロート・ドライバーの体制で担ぎ上げた相手の頭にジェイがダイビング・レッグドロップを放ち、そのままの勢いで相手の後頭部をマットに突き刺す。
スパイク・ジェイ・ドリラー
ジェイがダブルアーム式パイルドライバーの体勢で相手を抱え上げ、マークがスプリングボード式に飛んで相手の脚を捕え、2人でマットに突き刺す。
シューティングスター・プレス・レッグドロップ・コンボ
ジェイとマークがコーナー対角線上に上り、リング中央で仰向けに倒れている相手にレッグドロップとシューティングスター・プレスを同時に決める。
レッドネック・ブギ
マークがスプラッシュ・マウンテンの体制に相手を担ぎ上げ、ジェイが走り込んでネックブリーカーに捕らえる。

## タイトル歴
ROH
- ROH世界王座 : 3回（第18、21、40代）
- ROH世界タッグ王座 : 13回
- ROH世界6人タッグ王座 : 1回（w / ブリー・レイ）
- ROH殿堂

インパクト・レスリング
- インパクト世界タッグ王座 : 1回（第59代）

NWA
- クロケット・カップ 優勝 : 1回（2022年）

CZW
- CZW世界タッグ王座 : 1回

FIP
- FIPタッグ王座 : 1回

プロレスリング・ノア
- GHCジュニアヘビー級タッグ王座 : 1回（第5代）

新日本プロレス
- IWGPタッグ王座 : 1回（第71代）
- NEVER無差別級6人タッグ王座 : 2回（初代、第3代）